# Głosowanie jednomyślne
Zgodnie z regułą jednomyślności głosowania, zostaje wybrana ta opcja za którą opowiadają się wszyscy członkowie danego społeczeństwa. Dana społeczność wybiera opcje A a nie B, wtedy i tylko wtedy, gdy wszyscy członkowie tej społeczności opowiadają się za opcją A. Reguła jednomyślności głosowania może być respektowana jedynie w sytuacji, gdy zagwarantowana jest wolność każdej jednostki. Warto podkreślić, że do wyboru dochodzi jedynie wtedy, gdy żaden z głosujących nie blokuje wybieranej opcji.     

## Jednomyślność
Jednomyślność w głosowaniu może występować tylko w przypadku małych grup. Jednomyślność może być warunkiem przyjęcia decyzji o najwyższym znaczeniu dla państwa, społeczeństwa czy organizacji. Ponieważ jest ona rzadkością, gdyż nawet w małej grupie istnieją różne preferencje i różne interesy, zasada jednomyślności w głosowaniu na ogół jest odrzucana, gdyż kierowanie się nią oznaczałoby wystąpienie paraliżu decyzyjnego. W pewnych przypadkach możliwe jest ustanowienie zasady jednomyślności w podejmowaniu decyzji w małej grupie, jeżeli przedmiot decyzji jest ważny. 
Brak jednomyślności w głosowaniu oznacza, że przeważy status quo. W rzeczywistości reguła jednomyślności w głosowaniu daje prawo weta każdemu wyborcy i w sposób nieunikniony zachowuje status quo. 

## Kolejność
Kolejność, w jakiej głosowane są alternatywy jest innym ważnym aspektem reguły jednomyślności. Ma ona wpływ na końcowy wynik. Końcowy rezultat może się różnić w zależności od wybranej ścieżki głosowania.

## Teoria komitetów
Ze względu na to, iż liczba wyborców jest zwykle względnie mała, możemy wyróżnić poszczególne komitety. Teoria komitetów zajmuje się analizą problemów głosowania.

## Stosowanie
Reguła jednomyślności głosowania jest bardzo często stosowana przy wydawaniu wyroków przez ławę przysięgłych.